# Parafia św. Józefa Rzemieślnika we Wrocławiu
Parafia Świętego Józefa Rzemieślnika we Wrocławiu znajduje się w dekanacie Wrocław wschód w archidiecezji wrocławskiej. Jej proboszczem jest ks.Andrzej Gerej CM. Obsługiwana przez Zgromadzenie Księży Misjonarzy  św. Wincentego a Paulo. Erygowana w 1944. Mieści się przy ulicy Krakowskiej.
Historia kościoła parafialnego
Kościół zbudowano w latach 1932-33 według projektu Joachima van Ohlena w formie ośmiobocznej rotundy.
Podczas wojny spalony przez wojska niemieckie w 1945 roku w czasie oblężenia miasta. Świątynię odbudowano w 1948 roku. Wtedy też odremontowano dach dobudowano również dwie zakrystie i otynkowano kopułę. W 1969 roku odnowiono tynki zewnętrzne, a w latach 1971-73 dokonano zupełnej reorganizacji prezbiterium i sąsiadujących kaplic oraz odmalowano wnętrze.
W ostatnich latach kolejny raz odnowiono elewację. W 1985 roku zburzono starą plebanię w miejsce której wybudowano nowy dom katechetyczny połączony z nową plebanią. Nowe budynki parafialne zbudowano w latach 80. XX wieku. Według projektu W. Kamockiego i K. Lewczuka. Obiekt ceglano-żelbetonowy, tynkowany, modernistyczny z motywami architektury historycznej przetworzonej w duchu funkcjonalizmu.

## Obszar parafii
Parafia obejmuje ulice: Brzeska, Chudoby, Kościuszki (nr. 169-187, 174-198), Krakowska, Międzyrzecka, Na Grobli, Na Niskich Łąkach, Okólna, Rakowiecka, Traugutta (nr. 122-148, 125-149), Więckowskiego, Wilcza.
Msze św. w niedziele i Święta
o godz. 7:30, 9:30, 11:00 (dla dzieci), 12:30, 18:00
o godz. 17:30 Nieszpory lub Nabożeństwo Eucharystyczne
Msze św. w dni powszednie
o godz. 8:30 i 18:00.
Spowiedź
codziennie, pół godziny przed każdą Mszą św.
W I piątek rano od 8:00 i po południu już od 11:00.
Uroczystości odpustowe ku czci Świętego Józefa Rzemieślnika 1 maja